# Ranomi Kromowidjojo
Ranomi Madelon Kromowidjojo (Sauwerd, 20 agosto 1990) è un'ex nuotatrice olandese, di origini giavanesi-surinamesi e specializzata nello stile libero.
In vasca lunga detiene il record europeo della 4x100 m stile libero; in vasca corta invece detiene i primati mondiali della 50 m, 4x50 m, 4x100 m e 4x200 m stile libero.

## Biografia
Ha vinto l'oro nella staffetta 4x100 m stile libero agli Europei di Eindhoven 2008 e ai Mondiali di Roma 2009, stabilendo, in entrambe le occasioni, con le sue compagne (Inge Dekker, Femke Heemskerk e Marleen Veldhuis) il primato mondiale in 3:33.62 e in 3:31.72.
Ha rappresentato la Paesi Bassi ai Giochi olimpici estivi di Pechino 2008 classificandosi 23ª nei 200 m sl. Nella staffetta 4x100 m stile libero ha ottenuto la medaglia d'oro, realizzando il nuovo record olimpico, sempre assieme a Inge Dekker, Femke Heemskerk e Marleen Veldhuis. Ha inoltre ottenuto l'11º posto nella 4x200 m stile libero e il 13º nella 4x100 m misti.
Alla sua seconda Olimpiade a Londra 2012 ha vinto due titoli olimpici nei 50 e 100 m stile libero, stabilendo in entrambe le specialità il nuovo record olimpico, facendo fermare il cronometro a 24"05 e 53"00. Nella staffetta 4x100 m stile libero ha colto l'argento. Si è poi piazzata 6ª nella 4x100 m misti.

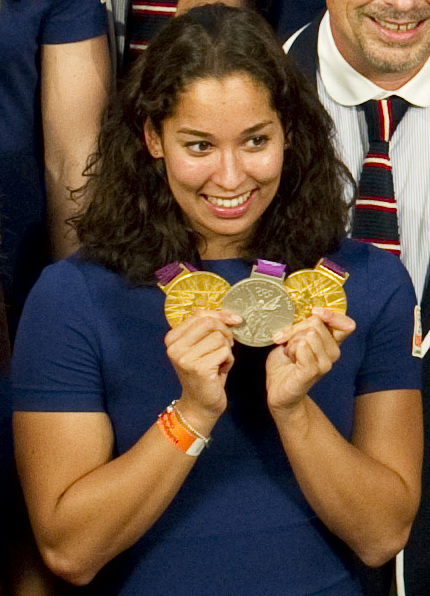
Kromowidjojo alle Olimpiadi 2012 con le tre medaglie vinte

Grazie alle tre medaglie ottenute è stata l'atleta olandese più premiata dell'edizione ed è stata designata come portabandiera alla cerimonia di chiusura.
Ai Giochi olimpici di Rio de Janeiro 2016 ha ottenuto il 6º posto nei 50 e il 5º posto nei 100 m stile libero, cedendo lo scettro delle discipline della velocità rispettivamente alla danese Pernille Blume ed alle nordamericane Simone Manuel e Penny Oleksiak, che hanno ricevuto l'oro a pari merito e migliorato di 3 decimi il primato olimpico da lei stabilito nell'edizione precedente. Con la staffetta 4x100 m stile libero si è piazzata ai piedi del podio.
Dal 2019 rappresenta la squadra Iron nell'International Swimming League.
Ha fatto l'ultima apparizione olimpica a Tokyo 2020 in cui ha raggiunto il 4º posto nei 50 e il 19º posto nei 100 m stile libero. Nella staffetta 4x100 m stile libero ha bissato il 4º posto dell'edizione precedente, mentre nella 4x100 m misti mista ha terminato al 6º posto, senza scendere in acqua in finale.
Il 27 gennaio 2022 ha annunciato il ritiro dall'attività agonistica.

## Palmarès
- Giochi olimpici

Pechino 2008: oro nella 4x100m sl.
Londra 2012: oro nei 50m sl e nei 100m sl e argento nella 4x100m sl.
- Mondiali

Melbourne 2007: bronzo nella 4x100m sl.
Roma 2009: oro nella 4x100m sl.
Shanghai 2011: oro nella 4x100m sl, argento nei 50m sl e bronzo nei 100m sl.
Barcellona 2013: oro nei 50m sl, bronzo nei 100m sl, nei 50m farfalla e nella 4x100m sl.
Kazan 2015: argento nei 50m sl, nella 4x100m sl e nella 4x100m sl mista.
Budapest 2017: argento nei 50m farfalla, nei 50m sl e nella 4x100m sl mista e bronzo nella 4x100m sl.
Gwangju 2019: argento nei 50m farfalla.
- Mondiali in vasca corta

Manchester 2008: oro nella 4x200m sl.
Dubai 2010: oro nei 50m sl, nei 100m sl e nella 4x100m sl.
Doha 2014: oro nei 50m sl, nella 4x50m sl, nella 4x100m sl e nella 4x200m sl e bronzo nei 100m sl.
Windsor 2016: oro nei 50m sl, argento nei 100m sl, nella 4x50m sl e nella 4x50m sl mista e bronzo nella 4x100m sl.
Hangzhou 2018: oro nei 50m sl, nei 100m sl e nei 50m farfalla, argento nella 4x50m sl, nella 4x100m sl, nella 4x50m sl mista e nella 4x50m misti mista e bronzo nella 4x50m misti.
Abu Dhabi 2021: oro nei 50m farfalla e nella 4x50m misti mista, argento nei 50m sl e nella 4x50m sl mista, bronzo nella 4x50m sl e nella 4x50m misti.
- Europei

Budapest 2006: argento nella 4x100m sl.
Eindhoven 2008: oro nella 4x100m sl.
Londra 2016: oro nei 50m sl, nella 4x100m sl e nella 4x100m sl mista e argento nei 100m sl.
Glasgow 2018: argento nella 4x100m sl e nella 4x100m sl mista, bronzo nei 50m sl.
Budapest 2020: oro nei 50m sl e nei 50m farfalla, argento nella 4x100m sl, nella 4x100m sl mista e nella 4x100m misti mista.
- Europei in vasca corta

Debrecen 2007: oro nella 4x50m sl.
Fiume 2008: oro nella 4x50m sl e nella 4x50m misti e bronzo nei 100m sl.
Istanbul 2009: oro nella 4x50m sl e nella 4x50m misti, argento nei 50m sl e nei 100m sl.
Eindhoven 2010: oro nei 50m sl, nei 100m sl, nella 4x50m sl e nella 4x50m misti.
Herning 2013: oro nei 50m sl e nei 100m sl e bronzo nella 4x50m sl mista.
Netanya 2015: oro nei 50m sl e nella 4x50m misti, argento nei 100m sl e nella 4x50m sl e bronzo nella 4x50m sl mista.
Copenaghen 2017: oro nei 100m sl, nei 50m farfalla, nella 4x50m sl, nella 4x50m sl mista e nella 4x50m misti mista e argento nei 50m sl.
- Europei giovanili

Budapest 2005: bronzo nei 50m sl.
Palma di Maiorca 2006: argento nei 50m sl e bronzo nei 50m farfalla.

## Primati personali
I suoi primati personali in vasca da 50 metri sono:
- 50 m stile libero: 23"85 (2017)
- 100 m stile libero: 52"75 (2012)
- 200 m stile libero: 1'59"18 (2016)
- 50 m delfino: 25"24 (2021)

I suoi primati personali in vasca da 25 metri sono:
- 50 m stile libero: 22"93 (2017)
- 100 m stile libero: 50"95 (2018)
- 50 m dorso: 26"10 (2021)
- 50 m delfino: 24"44 (2021)
- 100 m delfino: 56"63 (2017)
- 100 m misti: 58"62 (2020)

## Riconoscimenti
- LEN Award: 2012
- European Swimmer of the Year: 2012
- Premio Jaap Eden
  - 2012 – Sportiva olandese dell'anno
  - 2013 – Sportiva olandese dell'anno